# Sanjūsangen-dō
O Sanjūsangen-dō (三十三間堂, lit. Salão de trinta e três kens (altura)) é um templo budista no distrito de Higashiyama de Quioto, Japão. Oficialmente conhecido como "Rengeō-in" (蓮華王院), ou Salão do Rei Lótus, o Sanjūsangen-dō pertence e é gerido pelo templo Myoho-in, uma parte da escola Tendai de budismo. O nome do templo significa literalmente Salão com trinta e três espaços entre as colunas, descrevendo a arquitetura do longo salão principal do templo.

## História

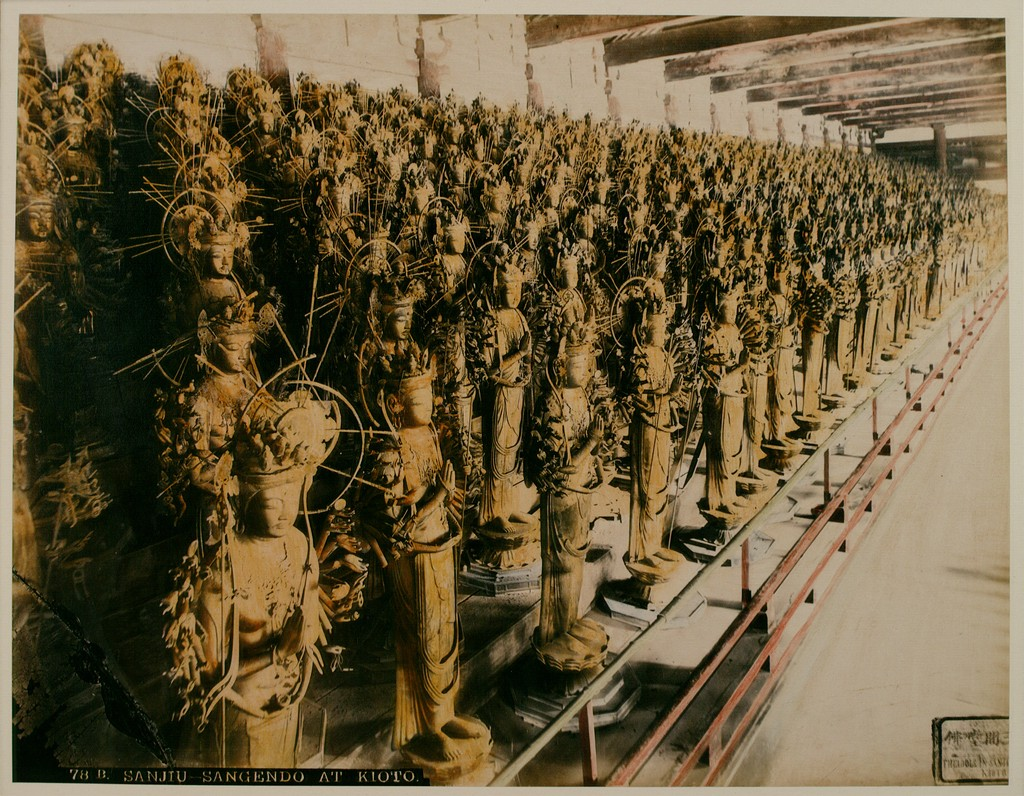
Milhares de estátuas armadas de Kannon

Taira no Kiyomori concluiu o templo sob a ordem do Imperador Go-Shirakawa em 1164. O complexo do templo sofreu um incêndio em 1249 e apenas o salão principal foi reconstruído em 1266. Em janeiro, o templo tem um evento conhecido como o Ritual do Salgueiro (柳枝のお加持), no qual os fieis são tocados na cabeça com um galho de salgueiro sagrado para curar e prevenir dores de cabeça. Um torneio popular de arquearia conhecido como Tōshiya (通し矢) também acontece lá, atrás da varanda Oeste, desde o período Edo.
Acredita-se que o duelo entre o famoso guerreiro Miyamoto Musashi e Yoshioka Denshichirō, líder do Yoshioka-ryū, foi lutado do lado de fora do Sanjūsangen-dō em 1604.

## Características importantes
A divindade principal do templo é Sahasrabhuja-arya-avalokiteśvara ou o Kannon de Mil Braços. A estátua da divindade principal foi criada pelo escultor Kamakura Tankei e é um Tesouro Nacional do Japão. O templo também contém mil estátuas de tamanho real do Exército de Mil Kannons que ficam tanto do lado direito como do esquerdo da estátua principal em 10 fileiras e 50 colunas. Delas, 124 estátuas são do templo original, resgatas do incêndio de 1249, enquanto as restantes 876 estátuas foram construídas no século XIII. As estátuas são feitas de cipreste japonês com folhas de ouro. Por volta de mil estátuas de Kannon levantam 28 estátuas de divindades guardiãs. Há também duas estátuas famosas de Fujin e Raijin.

### Divindades guardiãs e hinduísmo

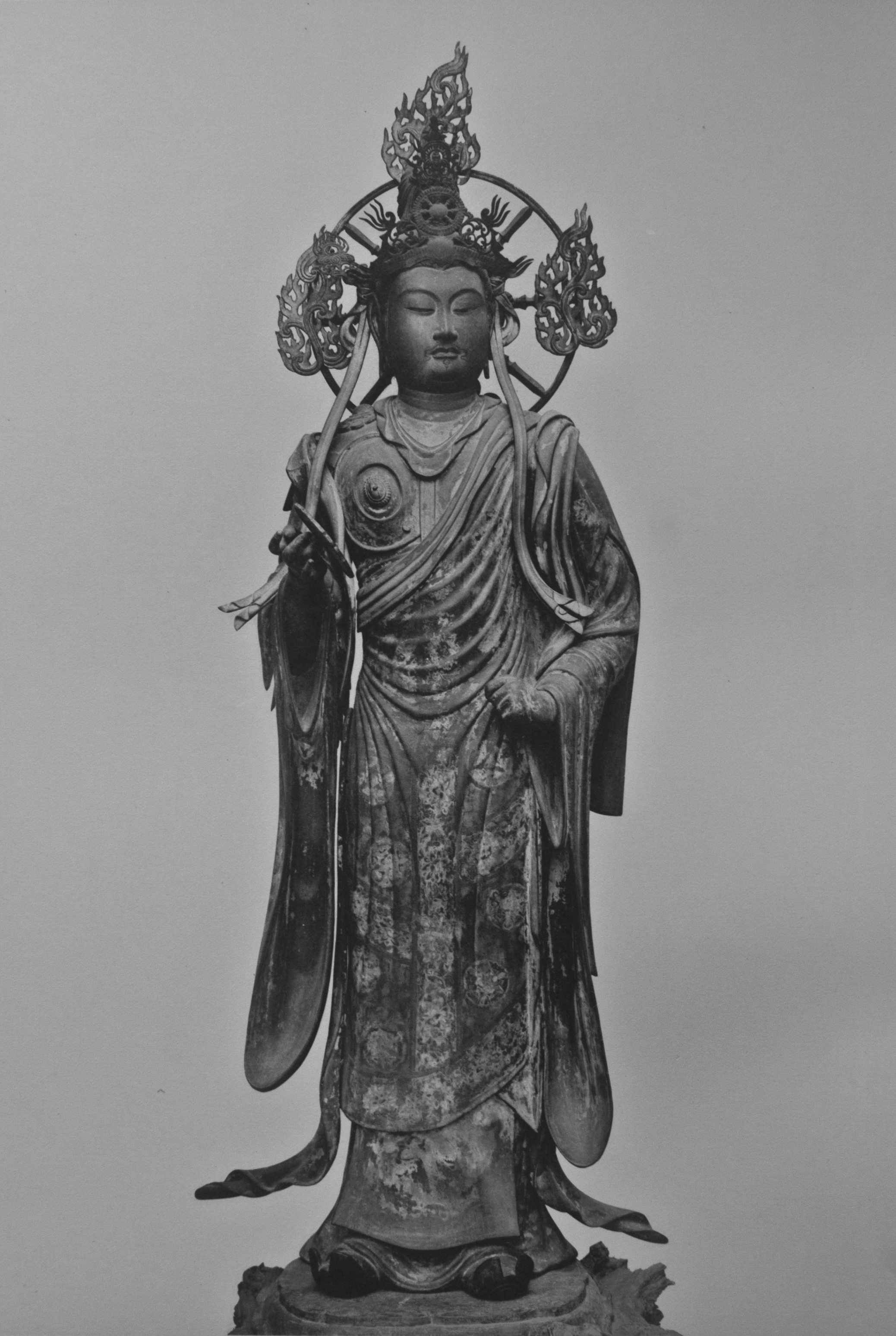
Uma das 28 divindades do templo Sanjusangen-do. Ela é chamada de Kichijōten 吉祥天 na literatura religiosa japonesa. Na literatura antiga sânscrita, ela é chamada de Śrī-devī, Lakṣmī ou Lakshmi. Tanto no budismo quanto no hinduísmo ela é a deusa da beleza, sorte, prosperidade e mérito.

As 28 divindades guardiãs em frente do Kannon budista têm suas origens nos textos sânscritos do hinduísmo. Essas ideias vieram ao Japão através da China, sendo que a presença de divindades budistas e hindus no templo Sanjūsangen-dō em Quioto sugere várias teorias do nome e da expansão das ideias espirituais e culturais da Índia para o leste asiático.
Estátuas em tamanho real dessas divindades estão no Sanjūsangen-dō, onde elas guardam a estátua sentada principal de 3,3 metros de Senju Kannon. O templo também apresenta mil estátuas de pé de Senju Kannon. As divindades no Sanjūsangen-dō incluem Naraenkengo-ou, Misshaku-kongorikishi, Touhou-ten, Birurokusha-tennou, Birubakusha-tennou, Bishamonten, Daibon-tennou, Taishaku-ten, Daibenkudoku-ten, Mawara-ou, Jinmo-ten, Konpira-ou, Manzensha-ou, Hippakara-ou, Gobujyogo-ten, Konjikikujyaku-ou, Sanshitai-sho, Nandaryu-ou, Sakararyu-ou, Karura-ou, Kondai-ou, Mansen-ou, Magoraka-ou, Makeishura-ou, Kendabba-ou, Ashura-ou, Kinnara-ou e Basusennin. Essas divindades têm suas origens da mitologia hindu e correspondem a Varuna, Vishnu, Lakshmi, Brama, Shiva, Garuda, Vayú, Narayana, Indra e outros.